# Nordland II
Nordland II är det svenska black metal/viking metal-bandet Bathorys sista album, utgivet 2003 genom Black Mark Production.
Nordland II var tänkt att vara den andra delen i en serie på fyra album, men Thomas Forsbergs död förhindrade slutförandet av detta projekt.

## Låtlista
1. "Fanfare" (instrumental) – 3:36
2. "Blooded Shore" – 5:46
3. "Sea Wolf" – 5:26
4. "Vinland" – 6:38
5. "The Land" – 6:23
6. "Death and Resurrection of a Northern Son" – 8:30
7. "The Messenger" – 10:01
8. "Flash of the Silverhammer" – 4:09
9. "The Wheel of Sun" – 12:26
10. (Outro) (instrumental) – 0:23

## Medverkande
Musiker (Bathory-medlemmar)
- Quorthon (Thomas Börje Forsberg) – alla instrument, sång, texter & musik

Produktion
- Quorthon – producent, omslagsdesign
- Boss (Stig Börje Forsberg) – producent
- Mimo (Mikael Moberg) – ljudtekniker
- Necrolord (Kristian Wåhlin) – omslagskonst